# Guido Hoffmann (Fußballspieler)
Guido Hoffmann (* 20. Dezember 1965 in Lindlar) ist ein ehemaliger deutscher Fußballspieler und heutiger Trainer.

## Karriere
Hoffmann absolvierte von 1985 bis 1997 110 Bundesliga-Spiele für Borussia Mönchengladbach, FC 08 Homburg, 1. FC Kaiserslautern sowie Bayer 04 Leverkusen. 1991 wurde er mit Kaiserslautern Deutscher Meister und 1993 mit Leverkusen DFB-Pokalsieger. Seine weiteren Stationen waren der SV Wehen (Oberliga Hessen), der VfB Leipzig (2. Bundesliga), der zyprische Erstligist Omonia Nikosia und der SV Waldhof Mannheim in der Regionalliga Süd.
Von Oktober 2007 bis Juni 2009 war Hoffmann Co-Trainer bei Energie Cottbus. Danach trainierte er die B1-Jugend des TuS Lindlar und wurde mit dieser Meister in der Saison 2010/11.
Im September 2012 übernahm Guido Hoffmann von Alois Schwartz das Traineramt der U-23 (2. Mannschaft) des 1. FC Kaiserslautern und wurde zum Jahreswechsel 2012/13 von Konrad Fünfstück abgelöst. Danach war er Nachwuchskoordinator der FCK-Jugend.
Am 29. Oktober 2014 wurde Hoffmann als neuer Cheftrainer des Südwest-Regionalligisten SVN Zweibrücken vorgestellt und beerbte den nach einem Skandal in der Halbzeit eines Ligaspiels entlassenen Adis Herceg. Im Mai 2015 trennten sich der SVN und Guido Hoffmann.

## Statistik
| Liga          | Spiele (Tore) |
| ------------- | ------------- |
| Bundesliga    | 110 (11)      |
| 2. Bundesliga | 106 (13)      |
| Regionalliga  | 012 0(1)      |
| Wettbewerb    |               |
| DFB-Pokal     | 012 0(2)      |
| Europapokal   | 02 0(0)       |